# Walter Bruns (Offizier, 1889)
Walter Bruns (* 11. Dezember 1889 in Hannover; † 20. Februar 1967 in Neckargemünd) war ein deutscher Heeresoffizier, zuletzt Generalmajor der Wehrmacht.

## Leben
Beförderungen
- 19. November 1908 Fähnrich
- 19. August 1909 Leutnant
- 22. März 1915 Oberleutnant
- 15. August 1918 Hauptmann
- 1. April 1933 Major
- 1. November 1935 Oberstleutnant
- 1. April 1938 Oberst
- 1. April 1942 Generalmajor

Bruns kam 1900 auf das Karlsruher Kadettenhaus und 1906 auf der Preußische Hauptkadettenanstalt. Als Fähnrich trat er Mitte März 1908 in das 10. Lothringische Infanterie-Regiment Nr. 174 (Forbach) in der 31. Division. Seit Weihnachten 1910 in der Reserve des Regiments, war er von 1911 bis Juli 1914 Lehrer an der Maschinengewehr-Schule in Buenos Aires.
Er diente im Ersten Weltkrieg in Maschinengewehr-Abteilungen und nahm an Kämpfen in Frankreich und an der Schlacht in Galizien teil. Im Oktober 1917 wurde er zum VII. Armee-Korps versetzt. Nach dem Waffenstillstand von Compiègne kam er für ihre letzten Monate der 1. Garde-Reserve-Division dort zum Reserve-Regiment 64.
Bruns wurde anschließend in die Reichswehr übernommen und als Kompaniechef in mehreren Infanterie-Regimentern (68, 15, 3, 14) eingesetzt. Zwischenzeitlich war er auf MG-Lehrgängen in Deutsch Eylau, Kassel, Meiningen und Münsingen (Württemberg). In Tübingen war er ab 1926 Kompaniechef im 2. Bataillon des 14. (Bad.) Infanterie-Regiments. Bis 1933 war er Verkehrsgast des Corps Borussia Tübingen.
In der Wehrmacht kam er im Herbst 1933 zur Marineartillerie in Cuxhaven. Im Juli 1935, zur Zeit der Zweiten Spanischen Republik, wurde er für drei Wochen zu den Spanischen Streitkräften abgestellt. Ab dem 1. Oktober 1935 war er Kommandeur des II. Bataillons des Infanterie-Regiments 46. Beim deutschen Überfall auf Polen im September 1939 war er Regimentskommandeur bei der 17. Infanterie-Division. Nach zwei Wochen in der Führerreserve beim Oberkommando des Heeres wurde er zum 15. Oktober 1939 als Militärattaché nach Madrid und Lissabon entsandt. Ab 1. Oktober 1941 wieder in der Führerreserve des OKH, konnte er Weihnachten 1941 den Posten als Regimentskommandeur in der 337. Infanterie-Division krankheitshalber nicht antreten. Ab 25. Juni 1942 war er erst Kommandeur der Feldkommandantur 570 und ab 6. Juni 1944 Kampfkommandant von Gent. Am 15. September 1944 wurde er Divisionskommandeur der 89. Infanterie-Division. Er befehligte die Division in der Schlacht im Hürtgenwald und war bis 13. März 1945 Kommandeur der Division. Seit dem 14. März 1945 in einem Lazarett, geriet er am Tag der Bedingungslosen Kapitulation der Wehrmacht in britische Kriegsgefangenschaft. Aus der Island Farm in Wales wurde er am 6. September 1947 nach Meldorf entlassen. Von dort zog er nach Neckargemünd im vertrauten Württemberg.
Verheiratet war er mit Ellen geb. Banschach.

## Ehrungen
- Eisernes Kreuz II. Klasse
- Eisernes Kreuz I. Klasse
- Militärverdienstorden (Bayern) IV. Klasse
- Verwundetenabzeichen (1918) in Schwarz
- Lebensrettungsmedaille
- Medaille zur Erinnerung an den 1. Oktober 1938
- Wiederholungsspange zum Eisernen Kreuz II. und I. Klasse
- Kriegsverdienstkreuz (1939) II. und I. Klasse[2]
- Corpsschleife der Borussia Tübingen (1. Oktober 1949)[2]